# Thierry Beinstingel
Thierry Beinstingel, né en 1958 à Langres, est un écrivain français.

## Biographie
Thierry Beinstingel commence sa vie professionnelle à La Poste, puis devient cadre au Central Téléphonique de Saint-Dizier. Tout en poursuivant sa carrière sur divers postes et divers lieux, il se lance dans l’écriture en décrivant principalement l’univers du travail. La déshumanisation des relations dans les entreprises devient un item récurrent de ses publications. Il a été nommé deux fois au prix Goncourt en 2010 avec Retour aux mots sauvages et en 2012 avec Ils désertent. Il a exercé jusqu’en 2017 le métier de Conseiller en mobilité dans un Service de Ressources  Humaines à Orange.
En tant qu’écrivain, il anime des ateliers d’écriture depuis 2004, plus particulièrement depuis ces dernières années avec l’association Initiales à destination d’un public éloigné de la culture.
Il est titulaire d’un doctorat de littérature française. Sa thèse, soutenue en 2017 à l’Université de Bourgogne-Franche-Comté, sous la direction de Jacques Poirier et d’Hervé Bismuth, porte sur Les représentations du travail dans les récits français depuis la fin des Trente glorieuses. Des études universitaires lui ont été également consacrées en France, au Portugal, en Italie, en Suisse, en Angleterre, au Canada et en Égypte.
Il fait notamment une apparition dans le film Vendeur en 2016. Son roman Ils désertent a été adapté en 2023 au cinéma sous le titre L’homme debout, premier long métrage de la réalisatrice Florence Vignon, avec dans les rôles principaux, Jacques Gamblin et Zita Hanrot.

### Romans
- La Réserve, Haute-Marne 2017, Éditions Dominique Guéniot, 2000
- Central : roman, Paris, Éditions Fayard, 2000, 250 p. (ISBN 2-213-60734-6)
- Vers Aubervilliers, Paris, Amis d'inventaire-invention, 2001, 38 p.  (ISBN 2-914412-10-X)
- Composants : roman, Paris, Éditions Fayard, 2002, 224 p. (ISBN 2-213-61306-0) mention spéciale du jury 2002 Prix Wepler-Fondation la Poste
- Paysage et Portrait en pied-de-poule : roman, Paris, Éditions Fayard, 2004, 182 p. (ISBN 2-213-61838-0)
- 1937 Paris-Guernica, Paris, Maren Sell Éditeurs, 2007, 156 p. (ISBN 978-2-35004-071-4)
- CV Roman, Paris, Éditions Fayard, 2007, 351 p. (ISBN 978-2-213-62484-6)
- Bestiaire domestique, Paris, Éditions Fayard, 2009, 186 p. (ISBN 978-2-213-64368-7)
- Retour aux mots sauvages : roman, Paris, Éditions Fayard, 2010, 294 p. (ISBN 978-2-213-65475-1)
- Ils désertent : roman, Paris, Éditions Fayard, 2012, 260 p. (ISBN 978-2-213-66882-6), Prix Eugène Dabit du roman populiste 2012, Prix Jean Amila-Meckert 2013
- Faux Nègres, Paris, Éditions Fayard, 2014, 424 p.  (ISBN 978-2-213-67746-0)
- Journal de la canicule, Paris, Éditions Fayard, 2015, 256 p.  (ISBN 978-2-213-68747-6)
- La Vie prolongée d'Arthur Rimbaud, Éditions Fayard, 2016
- Il se pourrait qu'un jour je disparaisse sans trace, Paris, Éditions Fayard, 2019, 288 p.  (ISBN 978-2213712017)
- Yougoslave, Paris, Éditions Fayard, 2020, 560 p.  (ISBN 978-2-213-71705-0)
- La Réserve, Chaumont, Éditions LIRALEST, 2021 (réédition augmentée)  (ISBN 978-2-87825-016-9)

- Dernier travail, éditions Fayard, 2022  (ISBN 9782213724331), Prix de la Feuille d'or de la ville de Nancy 2022

### Autres travaux
- 52 écrivains haut-marnais : de Jehan de Joinville à Jean Robinet / sous la coordination de Gil Melison-Lepage et de Thierry Beinstingel, Association des écrivains de Haute-Marne, Éditions Dominique Guéniot 2002, 192 p.  (ISBN 2-87825-241-1)
- Écrire, pourquoi ? / Philippe Beck, Thierry Beinstingel, Pierre Bergounioux et al., Argol 2005, 188 p.  (ISBN 2-915978-00-X)
- Autour de Franck / Anne Savelli & Thierry Beinstingel, Publie.net 2011, livre numérique.  (ISBN 9782814505490)
- Instants handball  / peinture Alain Delatour, texte Thierry Beinstingel, Paris, Le livre d'art 2016, 50 p.  (ISBN 978-2-35532-248-8)